# Хеленвил (Висконсин)
Хеленвил (енгл. Helenville) насељено је место без административног статуса у америчкој савезној држави Висконсин.

## Демографија
По попису из 2010. године број становника је 249, што је 24 (10,7%) становника више него 2000. године.
| Група             | 2000.       | 2010.       |
| Белци             | 214 (95,1%) | 231 (92,8%) |
| Афроамериканци    | 0 (0,0%)    | 2 (0,8%)    |
| Азијати           | 0 (0,0%)    | 3 (1,2%)    |
| Хиспаноамериканци | 7 (3,1%)    | 8 (3,2%)    |
| Укупно            | 225         | 249         |